# Myiophobus cryptoxanthus
Myiophobus cryptoxanthus là một loài chim trong họ Tyrannidae.